# Szczodrzeniec

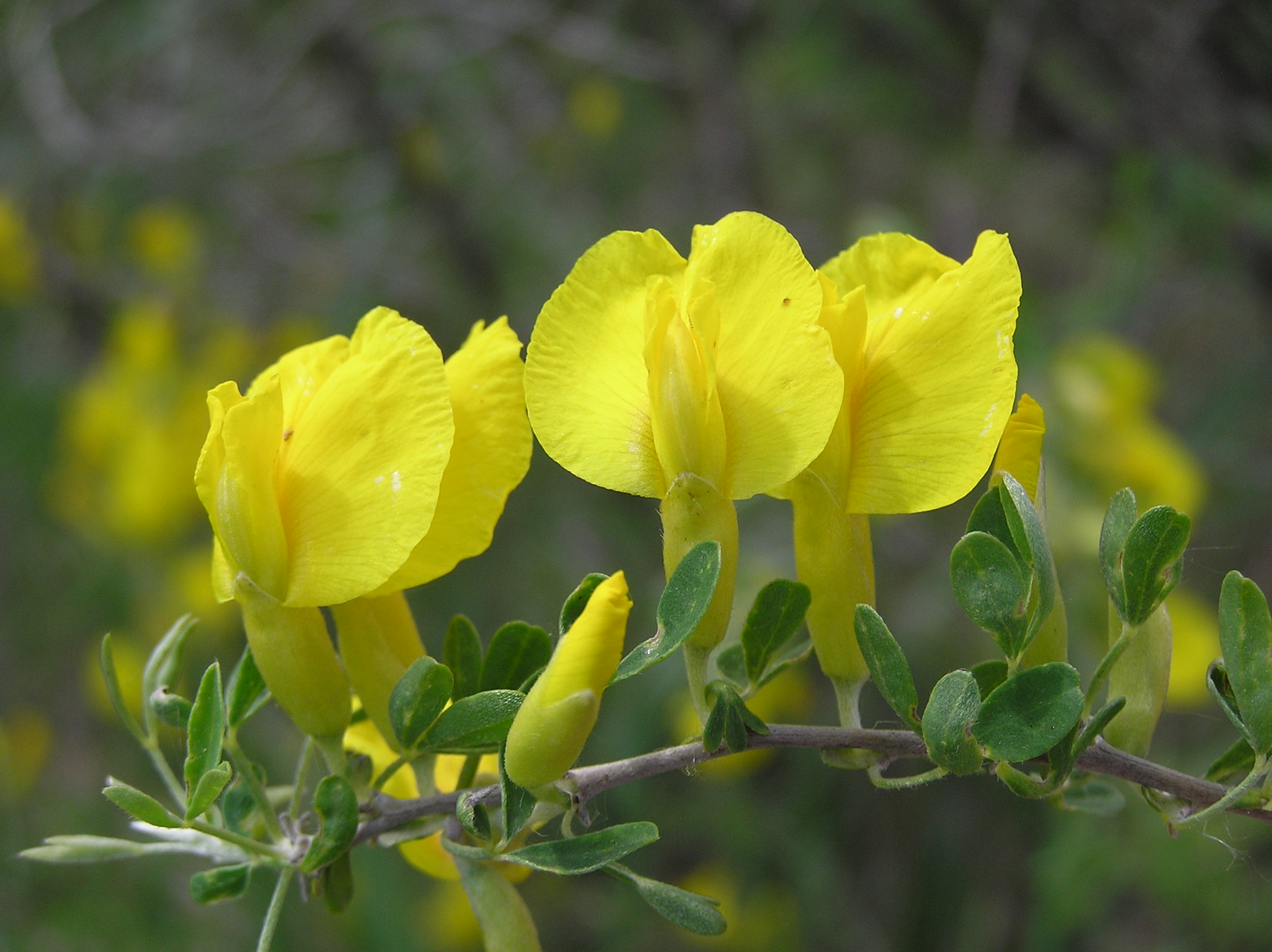
Szczodrzeniec ruski

Szczodrzeniec (Chamaecytisus Link.) – wyróżniany w niektórych ujęciach systematycznych rodzaj roślin z rodziny bobowatych, alternatywnie włączany jest do rodzaju Cytisus jako sekcja Tubocytisus DC, Prodr. 2: 153. 1825. Obejmuje od ok. 30 do 43 gatunków. Rośliny te występują na obszarze od Wysp Kanaryjskich po zachodnią Azję. W Polsce występują 4 gatunki rodzime i jeden przejściowo dziczejący. 
Należą tu krzewy i półkrzewy o liściach sezonowych, trójlistkowych. Kwiaty zebrane są w kwiatostany wyrastające szczytowo lub w kątach liści. Kielich jest rurkowaty, wcinany do ok. 1/3 długości. Korony są żółte, białe lub różowe. Strąk podługowaty, 2–5 nasienny.

## Rozmieszczenie geograficzne
Zasięg rodzaju obejmuje Wyspy Kanaryjskie, Maroko, południową i środkową Europę, region Kaukazu i Azji Mniejszej oraz Kazachstan i zachodnią Syberię. 
Gatunki flory Polski
- szczodrzeniec główkowaty Chamaecytisus supinus (L.) Link
- szczodrzeniec rozesłany Chamaecytisus ratisbonensis (Schaeff.) Rothm
- szczodrzeniec ruski Chamaecytisus ruthenicus (Fisch. ex Woł.) Klásk.
- szczodrzeniec wydłużony Chamaecytisus glaber (L.f) Rothm., syn. Cytisus elongatus Waldst. & Kit. – efemerofit
- szczodrzeniec zmienny, sz. biały Chamaecytisus albus (Hacq.) Rothm.

## Systematyka
Pozycja systematyczna
Jest to jeden z szeregu rodzajów tworzących grupę Cytisus-Genista, nad której klasyfikacją toczyła się długa debata, aktywna zwłaszcza po uzyskaniu wyników analiz molekularnych w latach 90. XX wieku i w pierwszych latach XXI wieku. Rozważano wówczas utrzymanie i rozwijanie podziału na liczne drobne rodzaje lub scalenie taksonów w kilka większych rodzajów. Wyodrębniony rodzaj Chamaecytisus w ujęciu Bisby'ego z 1981 obejmował ok. 30 gatunków wyróżniających się rurkowatym kielichem. Od początku lat 90. Chamaecytisus był jednak zwykle włączany do Cytisus (Cristofolini w 1991, Käss i Wink 1997, Cubas i in. 2002, Wink i Mohamed 2003). We florach krajowych takson ujmowany był różnie jako rodzaj lub sekcja w obrębie Cytisus. W 2006 roku dyskusję nad klasyfikacją tej grupy podsumowali Cristofolini i Troìa wyróżniając obszerny rodzaj Cytisus z Chamaecytisus w randze sekcji Cytisus sect. Tubocytisus DC, Prodr. 2: 153. 1825. Mimo to wciąż w różnych źródłach rodzaj jest ujmowany odrębnie.
Wykaz gatunków
- Chamaecytisus albus (Hacq.) Rothm. – szczodrzeniec zmienny
- Chamaecytisus austriacus (L.) Link
- Chamaecytisus banaticus (Griseb. & Schenk) Rothm.
- Chamaecytisus borysthenicus (Gruner) Klásk.
- Chamaecytisus calcareus (Velen.) Kuzmanov
- Chamaecytisus cassius (Boiss.) Rothm.
- Chamaecytisus danubialis (Velen.) Rothm.
- Chamaecytisus drepanolobus (Boiss.) Rothm.
- Chamaecytisus elongatus (Waldst. & Kit.) Link – szczodrzeniec wydłużony
- Chamaecytisus eriocarpus (Boiss.) Rothm.
- Chamaecytisus frivaldszkyanus (Degen) Kuzmanov ex Greuter, Burdet & G.Long
- Chamaecytisus heuffelii (Wierzb.) Rothm.
- Chamaecytisus hirsutus (L.) Link – szczodrzeniec szorstki[12]
- Chamaecytisus jankae (Velen.) Rothm.
- Chamaecytisus korabensis Pifkó & Barina
- Chamaecytisus kovacevii (Velen.) Rothm.
- Chamaecytisus kreczetoviczii (E.D.Wissjul.) Holub
- Chamaecytisus leiocarpus (A.Kern.) Rothm.
- Chamaecytisus lindemannii (Krecz.) Klásk.
- Chamaecytisus litwinowii (Krecz.) Klásk.
- Chamaecytisus mollis (Cav.) Greuter & Burdet
- Chamaecytisus nejceffii (Urum.) Rothm.
- Chamaecytisus paczoskii (Krecz.) Klásk.
- Chamaecytisus pineticola Ivchenko
- Chamaecytisus podolicus (Blocki) Klásk.
- Chamaecytisus ponomarjovii (Seredin) Czerep.
- Chamaecytisus prolifer (L.f.) Link
- Chamaecytisus proteus (Zumagl.) Holub
- Chamaecytisus pseudojankae Pifkó & Barina
- Chamaecytisus × pseudorochelii  (Simonk.) Pifkó
- Chamaecytisus pulvinatus (Quézel) Raynaud
- Chamaecytisus purpureus (Scop.) Link – szczodrzeniec purpurowy
- Chamaecytisus pygmaeus (Willd.) Rothm.
- Chamaecytisus ratisbonensis (Schaeff.) Rothm. – szczodrzeniec rozesłany
- Chamaecytisus rochelii (Wierzb. ex Griseb. & Schenk) Rothm.
- Chamaecytisus ruthenicus (Fisch. ex Wol.) Klásk. – szczodrzeniec ruski
- Chamaecytisus skrobiszewskii (Pacz.) Klásk.
- Chamaecytisus spinescens Rothm.
- Chamaecytisus supinus (L.) Link – szczodrzeniec główkowaty
- Chamaecytisus tommasinii (Vis.) Rothm.
- Chamaecytisus triflorus (Lam.) Skalická
- Chamaecytisus virescens (Kovács ex Neilr.) Dostál
- Chamaecytisus wulfii (Krecz.) Klásk.
- Chamaecytisus zingeri (Nenukow ex Litv.) Klásk.